# Selbständige Kampfverbände der United States Army
Selbständige Kampfverbände der United States Army (englisch: „Combat maneuver organizations“) bezeichnet die Gesamtheit der selbständig einsetzbaren Kampfeinheiten der US Army.

## Divisionen und Brigaden
Die Army verfügt zurzeit über zehn Divisionen und diverse kleinere selbständige Verbände. Die folgende Einsatzstruktur (Order of Battle) soll entsprechend der Heeresreform bis 2009 abschließend realisiert sein.
Sämtliche Divisionen werden über vier Kampfbrigaden, mindestens eine Heeresflieger-Brigade und ein Stabsbataillon verfügen.
Durch die Einführung von drei neuen standardisierten Typen von Kampfbrigaden (Brigade Combat Teams), der schweren Kampfbrigade (Armored Brigade Combat Team (ABCT)), der mechanisierten Infanteriebrigade (Infantry Brigade Combat Team (IBCT)) und der Stryker-Radpanzerkampfbrigade (Stryker Brigade Combat Team (SBCT)), einer innerhalb von 96 Stunden luftverlegbaren Spezialbrigade mit bis zu 300 Radpanzern vom Typ Stryker, hat die Army erreicht, dass alle Kampfbrigaden des gleichen Typs der einzelnen Divisionen einander stets in Aufbau, Ausrüstung und Kampfkraft gleichen. Für den Einsatz werden ihnen zusätzliche Unterstützungsbrigaden von übergeordneten Kommandostellen unterstellt.
Im Rahmen des Programms Grow the Army sollen bis 2013 vier weitere Großverbände aufgestellt werden, was einen Personalzuwachs von 74.200 Mann entspricht.

## Liste der Verbände

### Divisionen
Das Hauptquartier der 1. US-Panzerdivision in Wiesbaden war bis zu seinem Umzug ins amerikanische Fort Bliss zum Mai 2011 das einzige Divisionshauptquartier des Heeres der Vereinigten Staaten auf deutschem Boden. Die Division, die Teil der Seventh United States Army ist, verfügt über zwei schwere Brigaden der neuen Struktur Armored Brigade Combat Team (ABCT), die in Fort Bliss stationiert sind, eine schwere Brigade in Baumholder sowie vorläufig noch das 2. US-Kavallerieregiment (2nd Stryker Brigade Combat Team) in Vilseck. Letzteres sowie die in Baumholder verbleibende Brigade sind nunmehr als selbständige Verbände der US Army Europe direkt unterstellt.
Das Hauptquartier der 1. US-Kavalleriedivision ist in Fort Hood, Texas. Alle vier ihr zugeordneten Brigaden sind vom Typ Armored Brigade Combat Team und dort stationiert.
Die 1. US-Infanteriedivision ist eine gemischte Division mit Hauptquartier in Fort Riley, Kansas, und besteht aus schweren HSBT-Brigaden und Infanteriebrigaden. Zwei schwere Brigaden und eine Infanteriebrigade nach der neuen Army-Diktion, sind in Fort Riley und eine Infanteriebrigade in Fort Hood, Texas, stationiert. Die Brigade in Fort Hood wird 2009 nach Fort Knox, Kentucky verlegt.
Die 2. US-Infanteriedivision ist den United States Forces Korea unterstellt und wird aus ihrem Hauptquartier in Camp Red Cloud in Südkorea geführt. Eine schwere Brigade steht ebenfalls in Südkorea in Camp Casey. Mit drei Stryker Brigade Combat Teams (SBCTs) in Fort Lewis (Washington) ist die Division eine von zwei Divisionen mit Einsatzschwerpunkt im pazifischen Raum.
Die 3. US-Infanteriedivision ist vollständig im Bundesstaat Georgia stationiert. Das Hauptquartier der Division macht zusammen mit drei schweren Brigaden den Großteil aller in Fort Stewart gebündelten Kräfte aus. Die vierte schwere Brigade befindet sich in Fort Benning (Georgia). Eine der drei schweren Brigaden in Fort Stewart wird bis 2010 in eine Infanteriebrigade umgewandelt.
Die 4. US-Infanteriedivision ist vollständig in den Vereinigten Staaten stationiert. Das Hauptquartier der Division ist zusammen mit einer schweren Brigade in Fort Hood, Texas, untergebracht. Die drei anderen Brigaden des gleichen Typs befinden sich in Fort Carson, Colorado. Bis 2009 wird die gesamte Division in Fort Carson zusammengezogen.
Die 10. US-Gebirgsjägerdivision besteht aus vier Infanteriebrigaden und ist daher eine leichte Infanteriedivision geblieben. Sie ist mit ihrem Hauptquartier und drei Infanteriebrigaden in Fort Drum im Bundesstaat New York konzentriert. Die vierte Brigade ist in Fort Polk, Louisiana, stationiert.
Die 11. Luftlandedivision ist dem United States Alaskan Command unterstellt. Es ist ein auf arktischer Kriegsführung spezialisierter Großverband. Die beiden Brigaden sind in Alaska stationiert (eine Stryker Brigade in Fort Wainwright, eine Luftlandebrigade in Fort Richardson).
Die 25. US-Infanteriedivision ist dem United States Pacific Command unterstellt und daher mit ihrem Hauptquartier und einer Infanterie- sowie einer Stryker-Brigade in den Schofield Barracks, Hawaii untergebracht. 
Mit ihren vier Luftlandebrigaden liegt die 82. US-Luftlandedivision inklusive Hauptquartier in Fort Bragg, North Carolina. Wegen ihrer schnellen Luftverlegbarkeit und ihres Einsatzkonzeptes wird sie im Krisenfall bevorzugt eingesetzt.
Die 101. US-Luftlandedivision besteht aus vier Infanteriebrigaden und ist zusammen mit ihrem Hauptquartier in Fort Campbell, Kentucky, konzentriert. Klassische Fallschirmjägereinsätze führt der Verband nicht mehr durch, da er ab dem Vietnamkrieg die Aufgaben und Strukturen eines Luftkavallerieverbands übernommen hat.

### Brigaden
Die 173. US-Luftlandebrigade mit Hauptquartier in Vicenza, Italien, ist der einzige Luftlandeverband, auf den das US European Command direkten Zugriff hat. Im Dezember 2000 wurde er zum dritten Mal reaktiviert und eröffnete Ende März 2003 im Irak eine zweite Front durch eine Luftlandeoperation, da die Türkei den Einsatz der 4. US-Infanteriedivision auf ihrem Staatsgebiet verweigert hatte.
Die Verselbständigung des 2. US-Kavallerieregiments, neue Bezeichnung (2nd Stryker Cavalry Regiment), mit Hauptquartier in Vilseck, Deutschland, ist bis 2009 geplant, und soll in Kraft treten, wenn die Aktivierung des vierten HBCT der 1. US-Panzerdivision abgeschlossen ist. Die De-facto-Brigade verfügt über den Stryker-Radpanzer.
Das 3. Gepanzerte US-Kavallerieregiment (3d Armored Cavalry Regiment)  hat seine Heimatbasis in Fort Hood, Texas. Obwohl dem Namen nach ein Regiment, ist es faktisch eine verstärkte Panzerbrigade mit einer Heeresfliegerabteilung. Es ist als einziger Verband dieser früher gängigen Bezeichnung übriggeblieben und ist der kleinste Panzerverband der US Army, der zu selbständigen Überseeeinsätzen befähigt ist – dies jedoch mit einer unvergleichbar hohen Feuerkraft.
Das 11. Gepanzerte Kavallerieregiment (11th Armored Cavalry Regiment), mit Hauptquartier in Fort Irwin, Kalifornien, dient als sogenannte Opposing Force (OPFOR) der Feinddarstellung bei allen Manövern, die im dortigen National Training Center (NTC) abgehalten werden.
1st Battalion 4th Infanry Regiment (Warriors) als Opposing Force im JMRC Hohenfels.

### Sondereinsatzkräfte
Die Verbände der Special Operations Forces, die mit einer Ausnahme in Fort Bragg, North Carolina, stationiert sind, operieren unabhängig von den Divisionen und sind nicht der Combat Brigade Team-Struktur unterworfen.
Sie umfassen folgende Spezialeinheiten:
- Army Special Forces Command (Airborne) (USASFC), Special Forces (Division), mit Hauptquartier in Fort Bragg, North Carolina

- 75th Ranger Regiment (75th RGR RGT), Ranger, mit Hauptquartier in Fort Benning, Georgia

- Delta Force (1st SFOD-D), Antiterrortruppe, mit Hauptquartier in Fort Bragg, North Carolina.